# Alte St.-Peter-Kirche (Tirschenreuth)

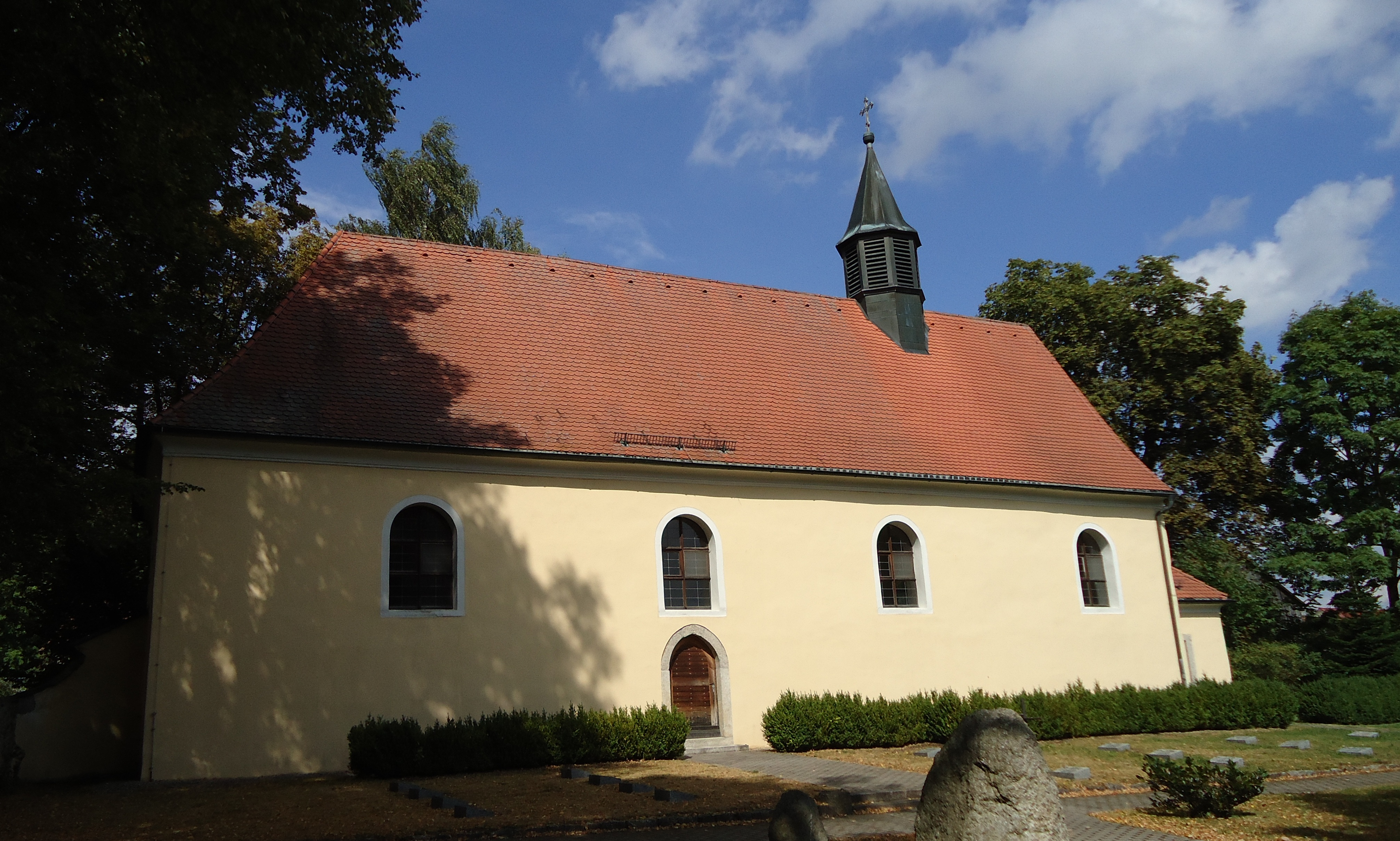
Alte St.-Peter-Kirche

Die Alte St.-Peter-Kirche ist eine kleine Kirche in der Oberpfälzer Kreisstadt Tirschenreuth im Bistum Regensburg. Sie war bis zum Ende des 13. Jahrhunderts die Pfarrkirche von Tirschenreuth.
Die Vorgängerkirche bestand vermutlich schon um das Jahr 1140. Archäologische Ausgrabungen bestätigten, dass das heutige Kirchengebäude etwa zwischen den Jahren 1212 und 1250 errichtet wurde und somit das älteste Kirchengebäude der Stadt Tirschenreuth ist. Teile dieses 16 Meter langen und 8 Meter breiten Baus bestehen heute noch in der Nord- und in der Südwand.

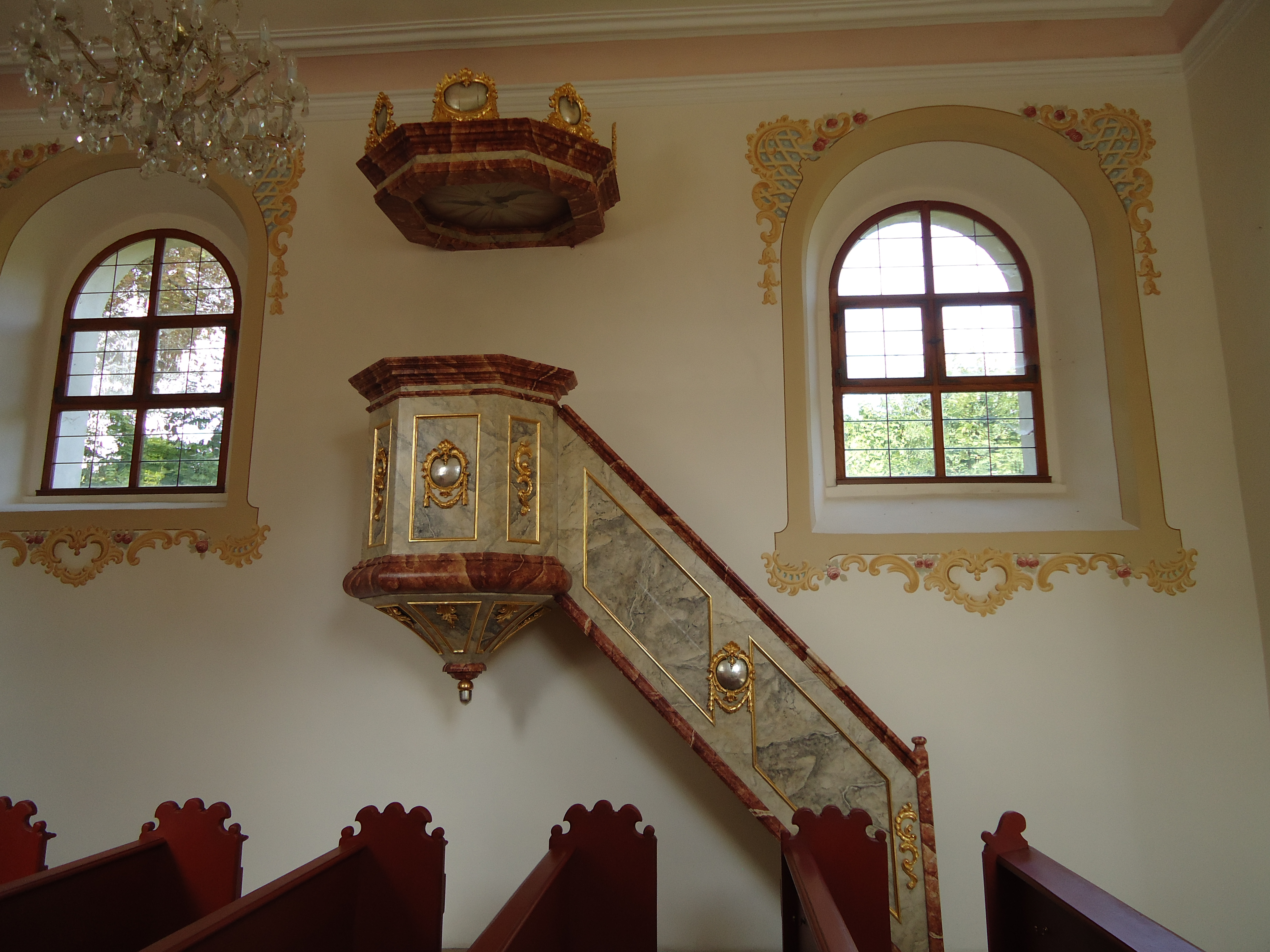
Kanzel

Während des Spätmittelalters bekam die Kirche einen neuen Chorraum und um 1720 wurde sie um sieben Meter nach Westen verlängert. Auf dem neuromanischen Altar sind die Apostel Petrus und Paulus abgebildet. Die Kirche besitzt eine neubarocke Kanzel.